# Anafora (figura retorica)
L'anafora (dal greco antico ἀναφορά?, anaphorá, "ripresa", aná, "indietro" o "di nuovo", phéro, "io porto") è una figura sintattica che consiste nel ripetere una o più parole all'inizio di frasi nello stesso verso o di versi successivi, per sottolineare un'immagine o un concetto: si tratta del modulo tipico della ripetizione.
La figura è indicata anche come epanàfora o iterazione.
Gli elementi ripetuti possono essere copiati o variati in qualche modo.
Analoga all'anafora è l'epifora, che però colloca gli elementi ripetuti alla fine. Anafora ed epifora possono combinarsi nella simploche. L'anafora può inoltre far parte di una climax o seguire un'anadiplosi. Se ad esser ripetuta è una congiunzione coordinativa (come in italiano è e), si ottiene un polisindeto.

## Esempi
Un esempio è nei versi di Dante, Divina Commedia:
per me si va ne l'etterno dolore

per me si va tra la perduta gente.»
(Dante Alighieri, Divina Commedia - Inferno - Canto III, vv 1-3)
prese costui de la bella persona

che mi fu tolta; e 'l modo ancor m'offende.

Amor, ch'a nullo amato amar perdona,

mi prese del costui piacer sì forte,

che, come vedi, ancor non m'abbandona.

Amor condusse noi ad una morte:

Caina attende chi vita ci spense.»
(Dante Alighieri, Divina Commedia - Inferno - Canto V, vv 100-107)
e ancora:
non rami schietti, ma nodosi e 'nvolti;

non pomi v'eran, ma stecchi con tòsco.

Non han sì aspri sterpi né sì folti...»
(Dante Alighieri, Divina Commedia - Inferno - Canto XIII, vv 4-7)
Un altro esempio si ritrova nell'iterazione di "ascolta" e di "piove" che ricorre in La pioggia nel pineto di Gabriele D'Annunzio.
Un ulteriore esempio è in Cecco Angiolieri:
s'i' fosse vento, lo tempesterei;

s'i' fosse acqua, i' l'annegherei;

s'i' fosse Dio, mandereil'en profondo;»
Un esempio illustre di uso in prosa, in lingua inglese, è il discorso tenuto da Martin Luther King a Washington D.C. durante la Marcia su Washington per il lavoro e la libertà il 28 agosto 1963. Il discorso sfrutta magistralmente diverse anafore in successione ("One hundred years later...", "Now is the time...", "We can never be satisfied...", "Let freedom ring...") e culmina con quella che più di tutte l'ha reso celebre:
I have a dream that one day this nation will rise up and live out the true meaning of its creed: "We hold these truths to be self-evident, that all men are created equal."

I have a dream that one day on the red hills of Georgia, the sons of former slaves and the sons of former slave owners will be able to sit down together at the table of brotherhood.

I have a dream that one day even the state of Mississippi, a state sweltering with the heat of injustice, sweltering with the heat of oppression, will be transformed into an oasis of freedom and justice.

I have a dream that my four little children will one day live in a nation where they will not be judged by the color of their skin but by the content of their character.

I have a dream today! [...]»